# داني كلينش
داني كلينش (بالإنجليزية: Danny Clinch)‏ هو مصور ومخرج أمريكي، ولد في 1964 في نيوجيرسي في الولايات المتحدة.

## وصلات خارجية
- داني كلينش على موقع IMDb (الإنجليزية)
- داني كلينش على موقع ميوزك برينز (الإنجليزية)
- داني كلينش على موقع ديسكوغز (الإنجليزية)
- داني كلينش على موقع قاعدة بيانات الفيلم (الإنجليزية)